# Gorge de Sićevo
Pour les articles homonymes, voir Sićevo.
La gorge de Sićevo (en serbe cyrillique : Сићевачка клисура ; en serbe latin) est située en Serbie, à environ 20 km de la ville de Niš, et à proximité du village de Sićevo. Ces gorges ont été creusées par la rivière Nišava. Le site est inscrit sur la liste des parcs naturels du pays (identifiant no PP 17) et est considéré comme une zone importante pour la conservation des oiseaux (ZICO no RS030).

## Géographie
La gorge de Sićevo s'étend sur 15,9 km, entre les villages de Prosek et de Ravni Do ; elle relie la plaine de Niš à celle de Bela Palanka.

## Faune et flore
La gorge, composée de roches calcaires, se caractérise par une végétation sub-méditerranéenne. Parmi les espèces d'arbres et arbustes représentées dans le parc, on peut citer le charme (Carpinus), le syringa (Syringa vulgaris), le frêne (fraxinus) et le chêne (quercus). Sur le plan de la faune, le parc abrite une colonie de hiboux grand duc (Bubo bubo) ; cette espèce, menacée, est inscrite sur la Liste rouge de l'UICN.

## Protection
En raison de la richesse de sa faune et de sa flore, le secteur a été transformé en parc naturel en 1977 ; il est classé dans la catégorie V de l'UICN. Il est également considéré comme une Zone importante pour la conservation des oiseaux (ZICO).

## Présence humaine
En juin 2008, une mâchoire attribuée à Homo erectus a été extraite d'une caverne de cette gorge : la grotte de Mala Balanica. Cette mâchoire d'hominidé a été datée de 397 à 525 milliers d'années par résonance paramagnétique électronique combinée à des analyses isotopiques d'uranium 238 et par datation par luminescence infrarouge/post-infrarouge. La morphologie de la mandibule diffère significativement d'Homo heidelbergensis et il y a une absence de caractères dérivés de l'homme de Néandertal. La mâchoire représente l'un des spécimens du sud-est du continent démontrant des traits plésiomorphiques semblables à ceux d'Homo erectus combinés à des traits synapomorphiques commun aux hominidés du Pléistocène moyen. 
La gorge de Sićevo abrite un grand nombre d'églises et de monastères ; parmi ces monastères, on peut citer ceux de Sićevo et de Prosek. La gorge est traversée par une route très fréquentée et la rivière Nišava y reçoit deux barrages, Sićevo I  et Sićevo II.